# Сухача (Сански Мост)
Сухача је насељено мјесто у Босни и Херцеговини, у општини Сански Мост, које административно припада Федерацији Босне и Херцеговине. Према попису становништва из 2013. у насељу је живјело само 22 становника.

## Географија
На подручију села Сухаче налази се средњовијековна некропола са надгробним споменицима. Ова некропола се налази на локацији између села Сухача и Врше на брду Пеиновац. Чине је два очувана срењовијековна надгробна споменика - стећка, који су стилизирани и украшени, те неколико мање очуваних споменика. Комисија за очување националних споменика у БиХ покренула је иницијативу 2012. да се ово подручје стави под заштиту.

## Становништво
| Националност       | 2013.       | 1991.        | 1981.        | 1971.        |
| Срби               | 19 (86,36%) | 327 (98,20%) | 367 (96,58%) | 381 (99,22%) |
| Муслимани          | 3 (13,64%)  | -            | -            | 1 (0,260%)   |
| Хрвати             | -           | 1 (0,300%)   | 2 (0,526%)   | 2 (0,521%)   |
| Југословени        | -           | 5 (1,502%)   | 10 (2,632%)  | -            |
| остали и непознато | -           | -            | 1 (0,263%)   | -            |
| Укупно             | 22          | 333          | 380          | 384          |